# Лејк Небагамон (Висконсин)
Лејк Небагамон (енгл. Lake Nebagamon) град је у америчкој савезној држави Висконсин.

## Демографија
По попису из 2010. године број становника је 1.069, што је 54 (5,3%) становника више него 2000. године.
| Група             | 2000.       | 2010.         |
| Белци             | 994 (97,9%) | 1.021 (95,5%) |
| Афроамериканци    | 2 (0,2%)    | 4 (0,4%)      |
| Азијати           | 1 (0,1%)    | 10 (0,9%)     |
| Хиспаноамериканци | 8 (0,8%)    | 8 (0,7%)      |
| Укупно            | 1.015       | 1.069         |